# Labaz
Labaz (rusky Лабаз) je jezero v centrální části Severosibiřské nížiny na území bývalého Tajmyrského autonomního okruhu v Krasnojarském kraji v Rusku. Má rozlohu 470 km².

## Vodní režim
Zdrojem vody je souhrn atmosférických srážek a povrchových přítoků. Do jezera ústí řeky Nělzja a Em. Je spojené krátkým průtokem s jezerem Chargy. Odtok zajišťuje řeka Kegerdi (povodí Chatangy).